# Match des All Stars de la NRL
Le match des Alls stars de la NRL est une compétition annuelle de rugby à XIII australien opposant les Indigenous All Stars aux NRL All Stars.
Le premier All stars game (match des Étoiles) opposa le 13 février 2010 les Indigenous All Stars, sélection des meilleurs treizistes d'ascendance aborigène ou issus du Détroit de Torrès, jouant en NRL à une équipe de vedettes non indigènes, les NRL All Stars (de fait, largement constituée de joueurs d'origine(s) polynésienne et/ou mélanésienne). Les premiers nommés l'emportèrent par 16 à 12. Durant cette partie, la règle du double essai a été mise à l'essai (après avoir marqué un essai, l'équipe peut soit choisir de tenter la transformation, soit de tenter de marquer un nouvel essai en ayant une possession de balle).

## 2010
| 13 février 2010 | NRL All Stars                       | 12 – 16 | Indigenous All Stars                                | Skilled Park, Gold Coast                      |                                               |
|                 | Essais : Morris, Marshall, Jennings |         | Essais : Sailor, Jones, Soward Goals : Thurston (2) | Spectateurs : 26 687 Arbitrage : Ashley Klein | Spectateurs : 26 687 Arbitrage : Ashley Klein |

## 2011
| 12 février 2011 | NRL All Stars                                                                          | 28 - 12 | Indigenous All Stars                             | Skilled Park, Gold Coast                      |                                               |
|                 | Essais : Morris, Gallen, Kenny-Dowall, Uate, Dugan Goals : Marshall (2), Smith, Gidley |         | Essais : Barba, Merritt Goals : Thurston, Prince | Spectateurs : 25 843 Arbitrage : Shayne Hayne | Spectateurs : 25 843 Arbitrage : Shayne Hayne |

## 2012
| 4 février 2012 | NRL All Stars                                                                | 36 - 28 | Indigenous All Stars                                                      | Skilled Park, Gold Coast |  |
|                | Essais : Pritchard, Lewis, Bailey, Dugan, Reed, Vatuvei Goals : Marshall (6) |         | Essais : Merritt (2), Yow Yeh, Bowen, Inglis Goals : Thurston (3), Sandow |                          |  |

## 2013
| 9 février 2013 | NRL All Stars                       | 6 - 32 | Indigenous All Stars                                          | Suncorp Stadium, Brisbane |                      |
|                | Essais : Hayne Goals : Reynolds (1) |        | Essais : Barba (3), Robinson (3) Goals : Thurston (3), Prince | Spectateurs : 41 021      | Spectateurs : 41 021 |

## 2015
| 13 février 2015 | NRL All Stars                      | 6 - 20 | Indigenous All Stars                                      | Cbus Super Stadium, Robina |                      |
|                 | Essais : Walker Goals : Croker (1) |        | Essais : Inglis, Chambers, Grevsmuhl Goals : Thurston (4) | Spectateurs : 23 177       | Spectateurs : 23 177 |

## 2016
| 13 février 2016 | NRL All Stars                                   | 12 - 8 | Indigenous All Stars | Suncorp Stadium, Brisbane |                      |
|                 | Essais : Hurrell, Radradra Goals : Reynolds (2) |        | Essais : Latu, Gagai | Spectateurs : 37 339      | Spectateurs : 37 339 |

## 2017
| 10 février 2017 | NRL All Stars            | 8 - 34 | Indigenous All Stars                                                        | McDonald Jones Stadium, Newcastle |                      |
|                 | Essais : Mead, Macdonald |        | Essais : Bird, Ferguson, Taylor, Thurston, Latu Goals : Thurston (4), Sezer | Spectateurs : 20 241              | Spectateurs : 20 241 |